# St. Elisabeth (Kilchberg ZH)

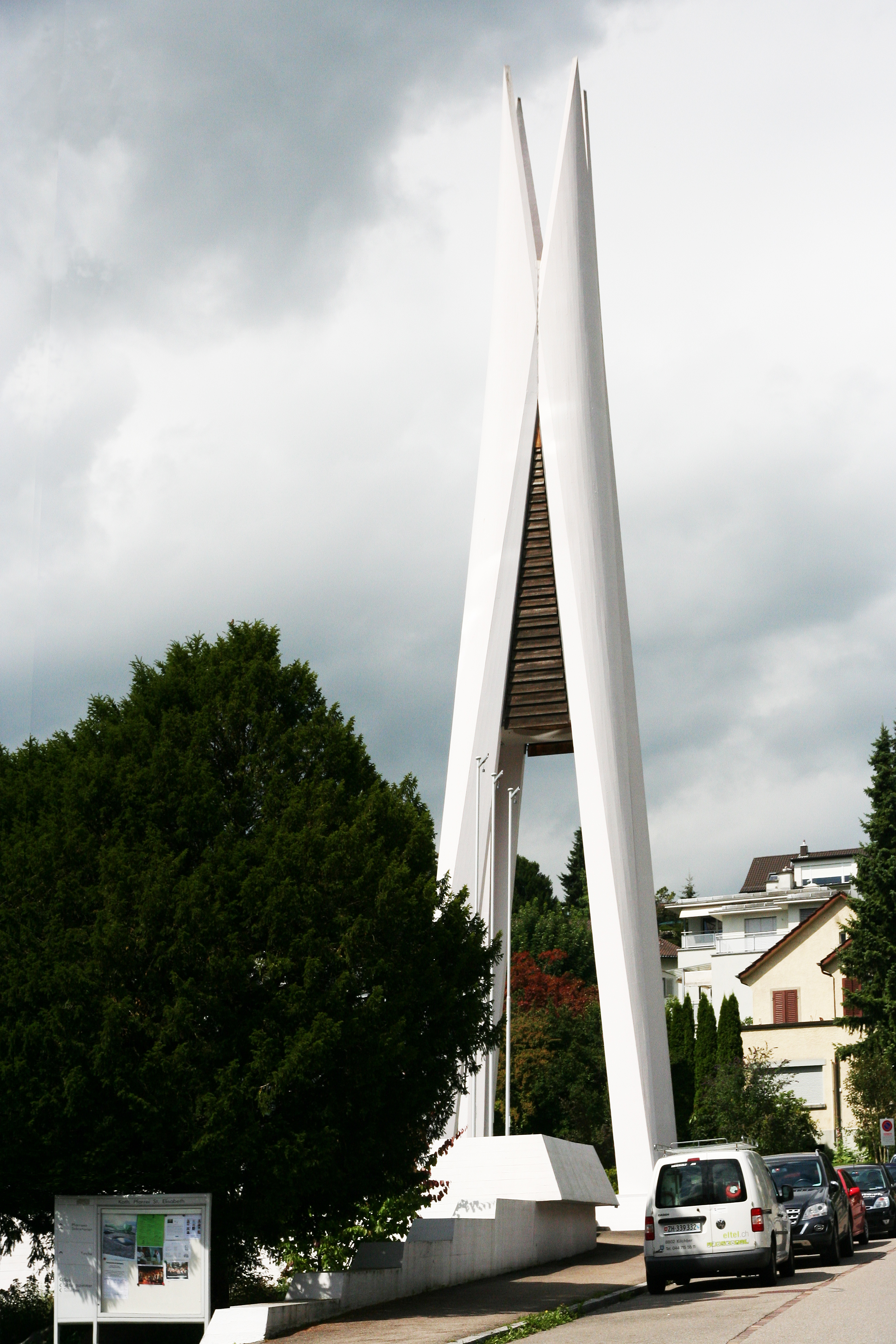
Kirche St. Elisabeth, Kirchturm

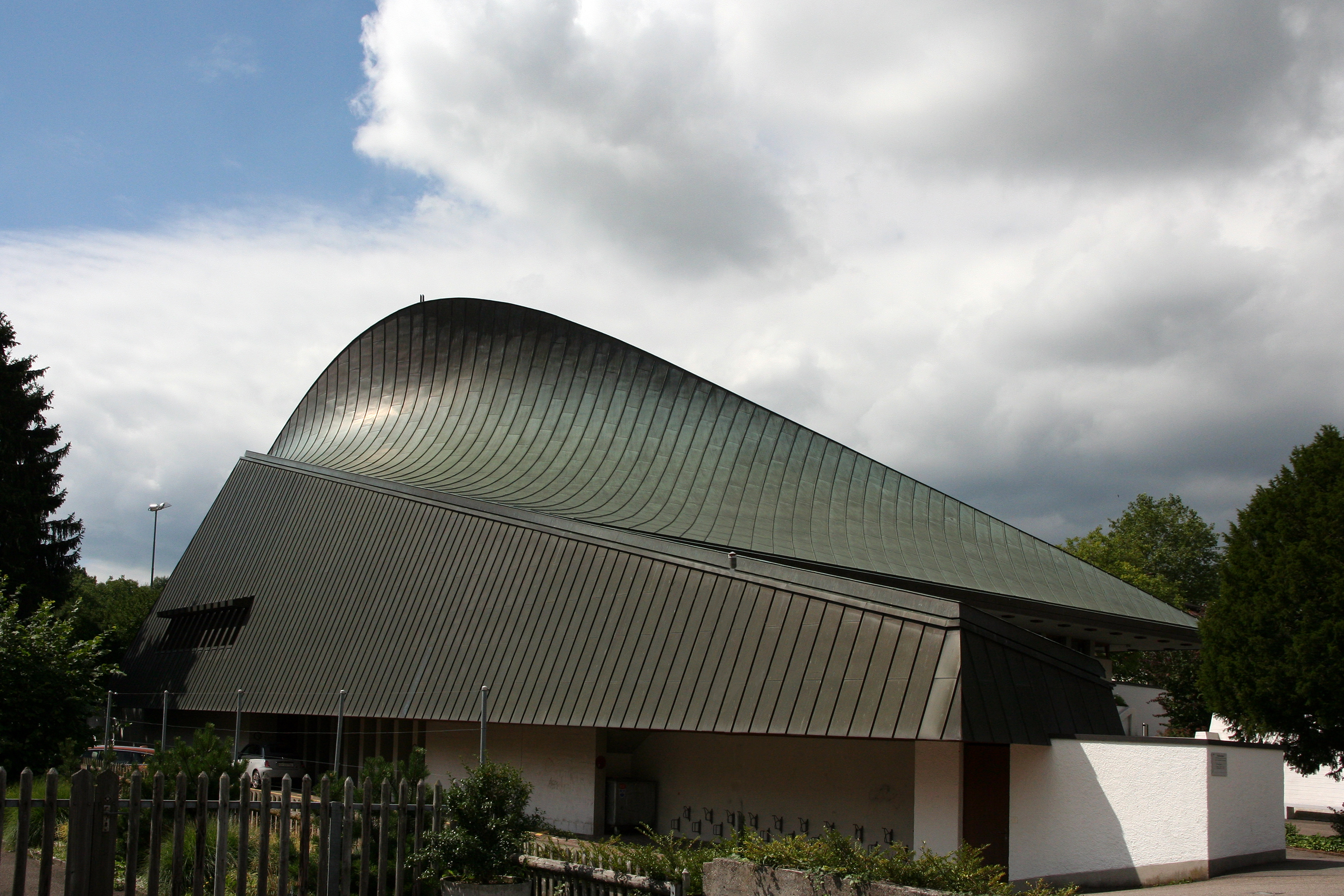
Ansicht von Norden

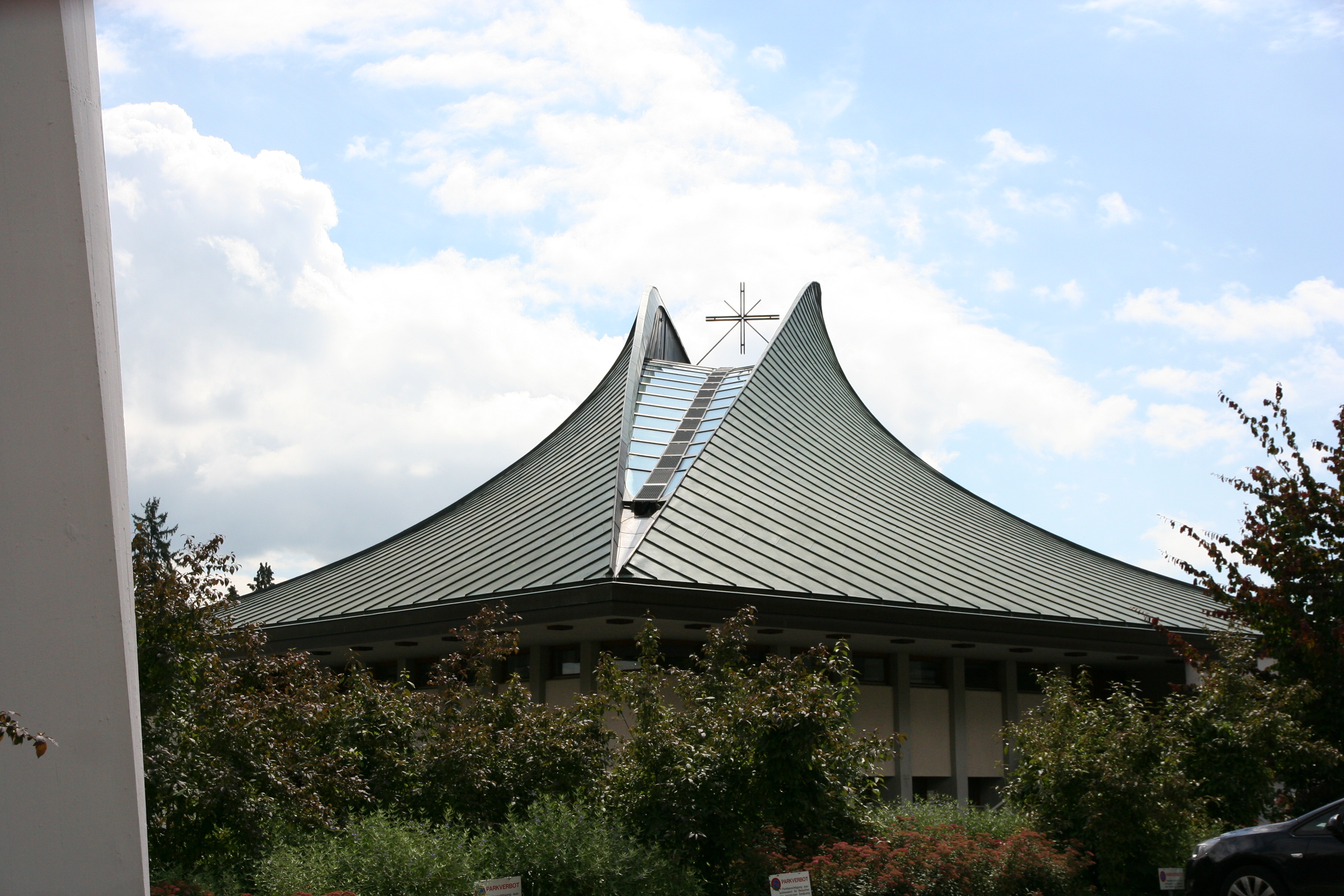
Ansicht von Nordwesten

Die Kirche St. Elisabeth ist die römisch-katholische Pfarrkirche von Kilchberg ZH im Kanton Zürich.

## Geschichte

### Vorgeschichte
Gleichzeitig mit der erstmaligen Erwähnung des Ortsnamens Kilchberg wurde im Jahr 1248 auch eine Kirche auf dem Berg erwähnt. Grundbesitz und Rechte waren Eigentum der Herren von Eschenbach-Schnabelburg. 1406 kamen diese an Zürich. Die mittelalterliche Kirche von Kilchberg war dem Hl. Petrus geweiht. 1248 lag der Kirchensatz bei den Herren von Hottingen, 1357 bei den Herren von Seen, 1407 mitsamt den Filialen durch Kauf ans Kloster Kappel, nach der Reformation 1527 an die Stadt Zürich. Im Alten Zürichkrieg wurde die hölzerne Kirche von den Eidgenossen abgebrannt und später durch einen massiven Steinbau ersetzt. Nach der Reformation in Zürich ab dem Jahr 1523 wurde die Kirche von Kilchberg für reformierte Gottesdienste verwendet. Das Feiern katholischer Gottesdienste blieb bis ins 19. Jahrhundert verboten. Das Toleranzedikt von 1807 erlaubte im Kanton Zürich erstmals seit der Reformation wieder die Feier katholischer Gottesdienste, allerdings örtlich auf die Stadt Zürich beschränkt. Die Niederlassungs- und Religionsfreiheit der Helvetischen Republik und ab 1848 des Schweizerischen Bundesstaates ermöglichten es den Katholiken aus der Zentral- und Ostschweiz, aber auch aus den nahen Ausland, sich in der Region Zürich niederzulassen und Arbeit bei den in der Industrialisierung neu entstandenen Fabriken zu finden.

### Entstehungs- und Baugeschichte
Die erste Missionsstation in der Region war die 1864 gegründete Pfarrei St. Marien Langnau-Gattikon, zu der die Katholiken von Kilchberg zunächst gehörten. Als 1895 die Pfarrei Hl. Dreifaltigkeit Adliswil aufgebaut wurde, wurden dieser auch die Einwohner von Kilchberg zugeteilt. Näher war der Weg nach Wollishofen, weshalb die Katholiken von Kilchberg ab dem 1. Januar 1930 der neu gegründeten Pfarrei St. Franziskus Zürich-Wollishofen angehörten. Bereits am 5. April 1930 gründeten die Kilchberger den Katholischen Kultusverein Kilchberg mit dem Ziel, eine eigene Kirche samt Pfarrei zu errichten. In der Schützenmatt konnte ein Bauplatz für eine spätere Kirche erworben werden. Am 10. April 1932 feierten die Kilchberger Katholiken den ersten katholischen Gottesdienst seit der Reformation in Kilchberg. Von der Gemeinde Kilchberg konnte für diesen Zweck das obere Schulzimmer im Turnhallenanbau an der Dorfstrasse (ehemalige Kanzlei) gemietet werden. Dort fanden in der Folge jeden Sonntag Messfeiern statt. 1934 wurde mit dem Bau der St. Elisabeth-Kapelle begonnen. Am Ostermontag, den 22. April 1935 wurde die fertiggestellte Kapelle von Bischof von Chur, Laurenz Matthias Vincenz benediziert und Kilchberg zum Pfarrrektorat ernannt. Am 8. April 1962 wurde die Kirchenstiftung St. Elisabeth gegründet. Die öffentlich-rechtliche Anerkennung der katholischen Kirche im Kanton Zürich ab dem Jahr 1963 ermöglichte es den Kirchgemeinden, Steuern einzuziehen und damit die Pfarreien auf eine solide finanzielle Basis zu stellen. Am 15. August fand der letzte Gottesdienst in der St. Elisabethkapelle statt, anschliessend fand der Bau der heutigen Kirche St. Elisabeth samt Pfarrhaus, Sekretariat und Pfarreizentrum nach Plänen des Architekten André M. Studer, der auch die Kirche St. Andreas Uster und das Bildungshaus Bad Schönbrunn der Jesuiten (heute Lassalle-Haus) erbaut hatte, statt. Am 7. September 1965 fand die Grundsteinlegung statt, am 22. Oktober 1967 die Kirchweihe. In den Jahren 2003 bis 2014 wurde die Kirche samt Pfarreizentrum und Pfarrhaus umfassend saniert: 2003 die Tragrippen und das Dach, 2006 der Kirchen-Innenraum, 2008 der Vorplatz und die Umgebung, 2009 der Kirchturm, 2010 das Pfarreizentrum, 2011 das Pfarrhaus-Innere samt den Büros und 2013 das Äussere des Pfarrhauses.
Die Pfarrei St. Elisabeth ist mit ihren 1'965 Mitgliedern (Stand 2021) eine der kleinen katholischen Kirchgemeinden des Kantons Zürich.

## Baubeschreibung

### Kirchturm und Äusseres

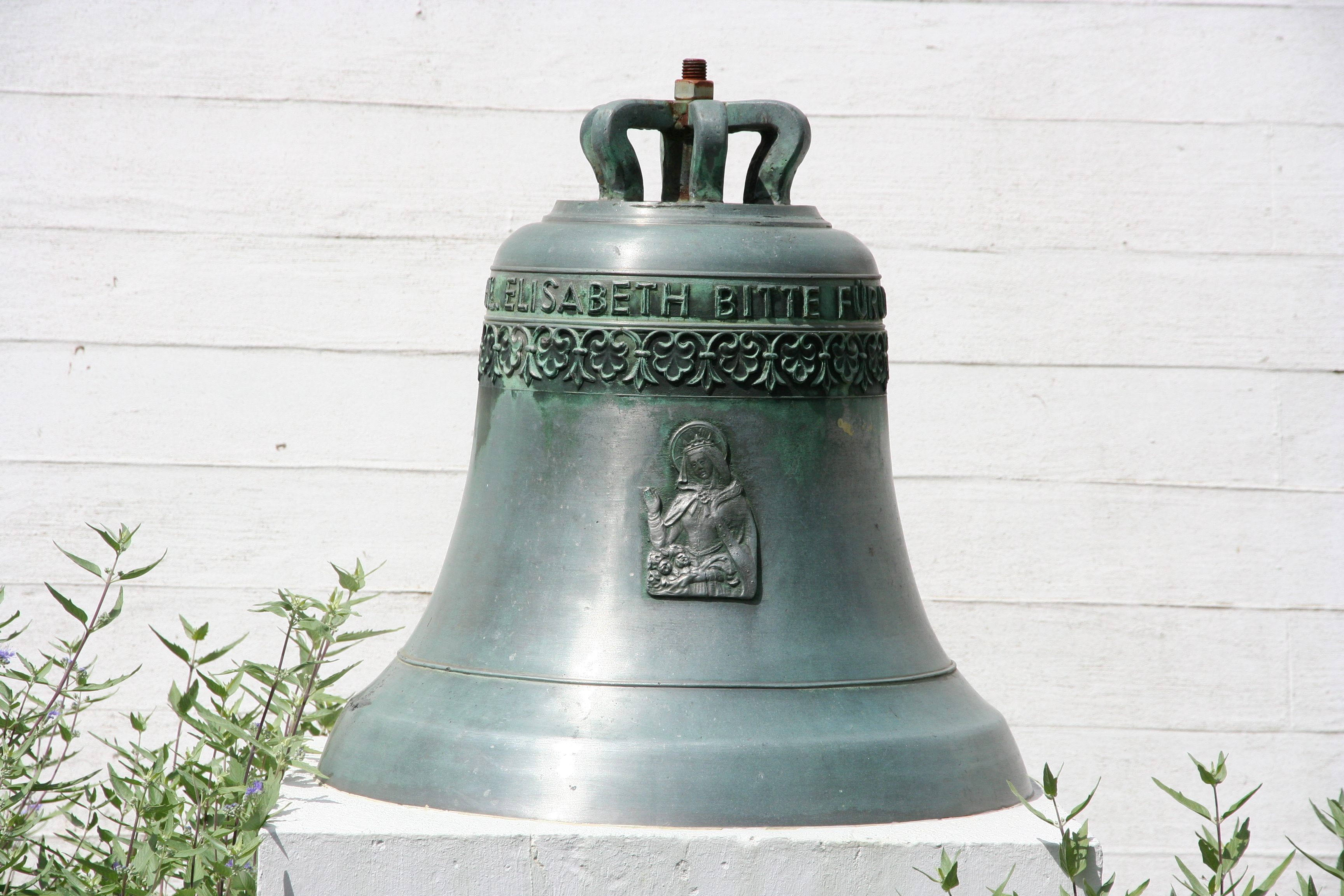
Glocke der Vorgängerkirche

Die Kirche St. Elisabeth befindet sich an der Schützenmattstrasse westlich des Ortszentrums. André M. Studers Entwurf der Kirche basiert auf einem quadratischen, diagonal organisierten Grundriss. An den Kirchenraum angebaut ist das Pfarrhaus. Der schlanke, aus Elementen zusammengesetzte Kirchturm besetzt als Solitär die nordwestliche Ecke des Grundstücks. Die Gestalt des Kirchturms ist der Krone der Kirchpatronin, der Hl. Elisabeth nachempfunden. Zwar hat die Sanierung von Dach und Fassaden mit einer Kupferblechverkleidung den Beton weitgehend zum Verschwinden gebracht und dem Gebäude seine ursprüngliche Wirkung genommen. Doch auch im heutigen, sanierten Zustand widerspiegelt die Kirche St. Elisabeth die dynamische Formensprache der 1960er Jahre.
Die Glocken wurden am 24. Februar 1966 in der Glockengiesserei Emil Eschmann Rickenbach TG bei Wil SG unter Anwesenheit von Kilchberger Katholiken und einer Delegation der Reformierten aus Kilchberg gegossen. Die Glocken wurden am 17. September 1967 von Generalvikar Alfred Teobaldi geweiht. Es handelt sich um eine Dreifaltigkeits-, eine Elisabethen-, eine Marien-, eine Petrus- und eine Engelglocke. Nach der Weihe wurden die Glocken durch die Schuljugend in den Turm aufgezogen.
| Nummer | Ton | Widmung        | Inschrift                                                                                         |
| ------ | --- | -------------- | ------------------------------------------------------------------------------------------------- |
| 1      | c1  | Dreifaltigkeit | Die Gnade Christi, die Güte Gottes, die Gemeinschaft des Geistes sei mit euch allen (2 Kor 13,13) |
| 2      | es1 | St. Elisabeth  | Hätte ich die Liebe nicht, wäre ich tönende Schelle (1 Kor 13,1)                                  |
| 3      | g1  | Muttergottes   | Hoch preiset meine Seele den Herrn (Lk 1, 46)                                                     |
| 4      | b1  | St. Petrus     | Meine Pflicht, euch mahnend wach zu halten (2 Petr 1, 13)                                         |
| 5      | c2  | Engel          | Mit den himmlischen Heerscharen singen wir den Hochgesang Deiner Herrlichkeit (Präfation)         |

### Innenraum und künstlerische Ausstattung

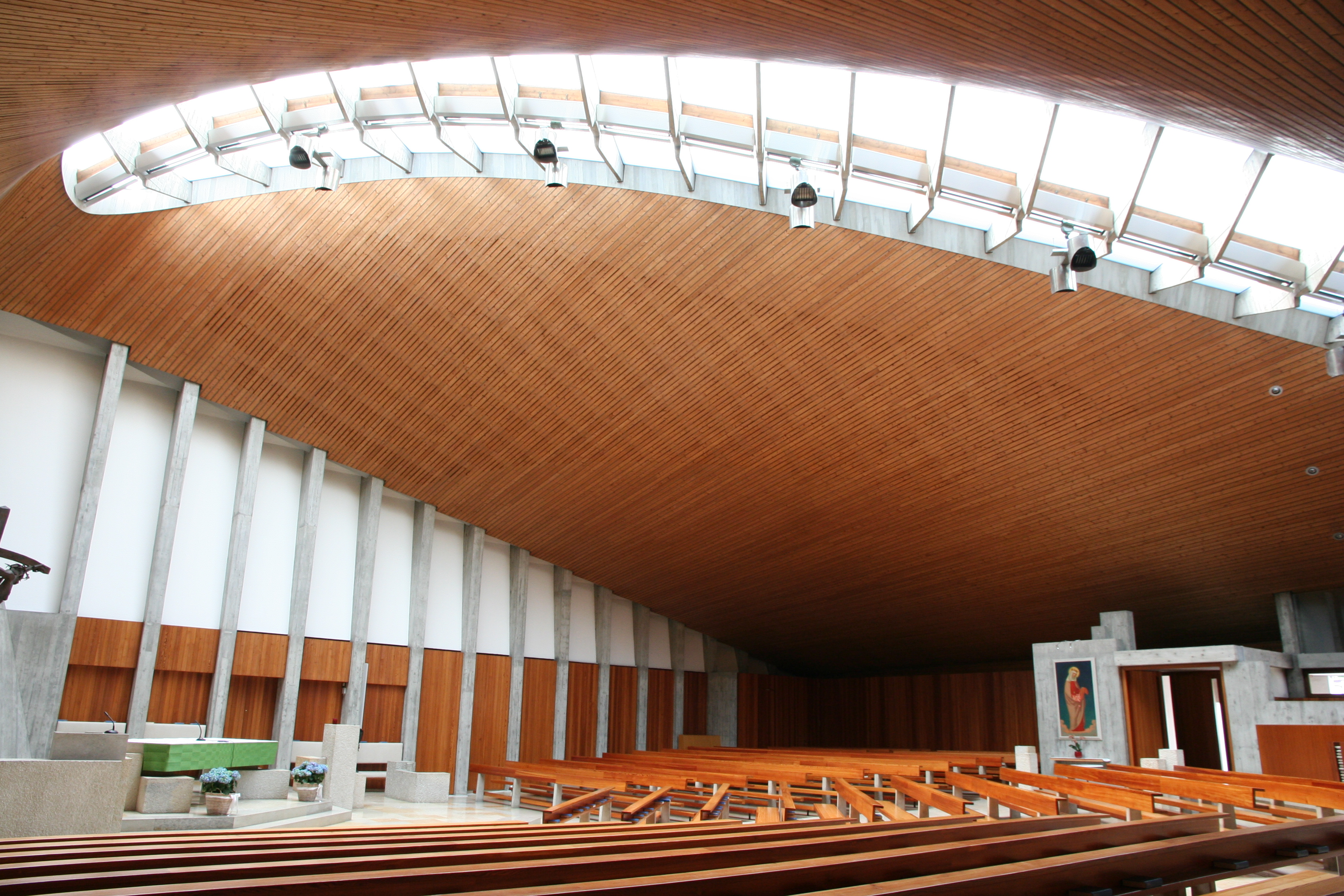
Innenansicht

Über den niedrigen Aussenwänden erhebt sich das geschwungene, zeltartige Dach. Dessen beiden Teile lehnen sich in der Mitte der Dachkonstruktion an den wie eine Wirbelsäule skelettierten Betonbinder, durch den Licht in den Kirchenraum fällt. Dieses zenitale Licht, das über der Hauptachse in den Raum fällt, wurde ursprünglich ergänzt durch Licht, das beidseits des Chores von oben entlang den Wänden in den Raum strömte – ein Effekt, der der Sanierung der Aussenhülle zum Opfer fiel. Prägte aussen der Beton – insbesondere an den beiden Dachschalen – das Bild, gesellen sich dazu im Innern der helle Kalksteinboden und die hölzerne Decke, die mit der eleganten Architektur eine feierliche Stimmung erzeugen.
Wie in der Kirche St. Andreas Uster wurde auch in der Kirche St. Elisabeth Kilchberg der Altarraum sowie die ganze Raumausstattung als Gesamtkunstwerk von André M. Studer entworfen. Der Architekt schreibt zur Gestaltung der Kirche: «So erhielt der Kirchenraum Kilchberg seine Form als Ausdruck der Gemeinschaft alles Seienden, ausbreitend ins Grenzenlose, sich öffnend nach oben zum Einen.» Studer wählte die Holzelemente an Dach und Wänden, da das Holz dem Gottesdienstbesucher «Wärme und Geborgenheit» vermittle, den Naturstein des Kirchenbodens mit seinen Einschlüssen als «Zeichen des Lebens», aber auch als «Sinnbild der Vergänglichkeit allen Lebens». Eisen und Beton sollen den Gläubigen das «Gefühl der Geborgenheit und der Sicherheit» vermitteln. Das Glas dagegen öffnet den Raum und damit auch den Gottesdienstbesucher dem stets wechselnden Licht, «Zeichen der steten Wandlung und Verwandlung, des Bewegten, des Zeitlichen.»
Der Altarraum nimmt die Vorgaben der Liturgiekonstitution des Zweiten Vatikanischen Konzils auf: In der Mitte steht ein Volksaltar, der zusammen mit dem Tabernakel, dem Ambo, der Sediae und dem Taufstein eine gestalterische Einheit bilden. Das monumentale Kruzifix hinter dem Altar wurde von Silvio Mattioli geschaffen.

#### Kirchenfenster
Die acht Fenster, die auf der Nordseite des Kirchenraums eingesetzt wurden, stammen vom Tessiner Künstler und Kapuziner-Pater Fra Roberto Pasotti (* 1933). Sie zeigen Themen aus dem Leben der Kirchenpatronin Elisabeth:
- Flammende Liebe, Fürstheirat mit Ludwig IV.: Farben und Formen sprechen. Die roten Flammen leuchten und geben Wärme; sie sind das Symbol der Liebe. Der Lebensinhalt der Hl. Elisabeth war Betreuung, Zuneigung und Liebe in Ehe, Familie und im weiteren gesellschaftlichen Umkreis. Das Farbfenster symbolisiert die Fürstenheirat.
- Blumen der Freude – Elisabeth volksnahe Landesfürstin und Mutter: Die aufblühende Blume symbolisiert die Freude und das wachsende Leben. Elisabeth war Mutter von drei Kindern. Sie spendete Lebensfreude; als Landesfürstin steht sie im Zenit ihres Lebens. Die Speerspitzen im Erdenteil des Bildes deuten bereits auf die kommenden Schmerzen hin.
- Dornen des Leidens – Tod ihres Gatten: Ihr Gatte stirbt während eines Kreuzzuges. Die junge Elisabeth – dem Machtstreben abhold – verliert an weltlicher Bedeutung. Ein dornenvoller Lebensweg steht ihr bevor. Sie scheint jedoch von einer geheimnisvollen Sendung durchdrungen.
- Heimliche Armenspeisung – Brote erscheinen als Rosen: Elisabeth wendet sich ganz den karitativen Werken zu und verteilt Vorräte, ja selbst das Saatgut an die Hungernden. Die Legende erzählt, dass beim prüfenden Hinsehen in ihren Taschen und Körben nicht Brote, sondern Rosen lagen.
- Die Gnade Gottes durchdringt Geist und Körper: Elisabeth löst sich vom materiellen Besitz und wird von der Kraft des Heiligen Geistes erfüllt. Sie erkennt ihren gradlinigen, aber ungewöhnlichen Lebensweg für die Caritas und beschreitet ihn mutig und mit starker Willenskraft.
- Leben in franziskanischer Armut – Kreuz und Licht Christi: Zu ihrer Zeit wirkte auch Franz von Assisi. Der franziskanische Geist beeindruckte sie zutiefst. Das franziskanische Kreuz, die Kutte und die Stricke versinnbilden die geistige Verbundenheit mit den franziskanischen Erneuerern.
- Die Eucharistie als Lebens- und Kraftquelle im Dienst am Nächsten: Die Eucharistie vermittelt ihr die Gnade, die Überzeugung, die geistige Kraft, die tiefe Einsicht in den Plan Gottes. Im Empfang des gewandelten Brotes und Weines wächst und wirkt sie in der täglichen Schwerstarbeit der tätigen Nächstenliebe.
- Aufnahme ins ewige Leben – Krönung im Reich Gottes: Die heilige Elisabeth im Licht des Auferstandenen. Sie hat die echte und immerwährende Krönung erworben. Hinterlässt uns eine leuchtende Vision: „Was ihr dem geringsten meiner Brüder getan, das habt ihr mir getan.“[15]

### Orgeln

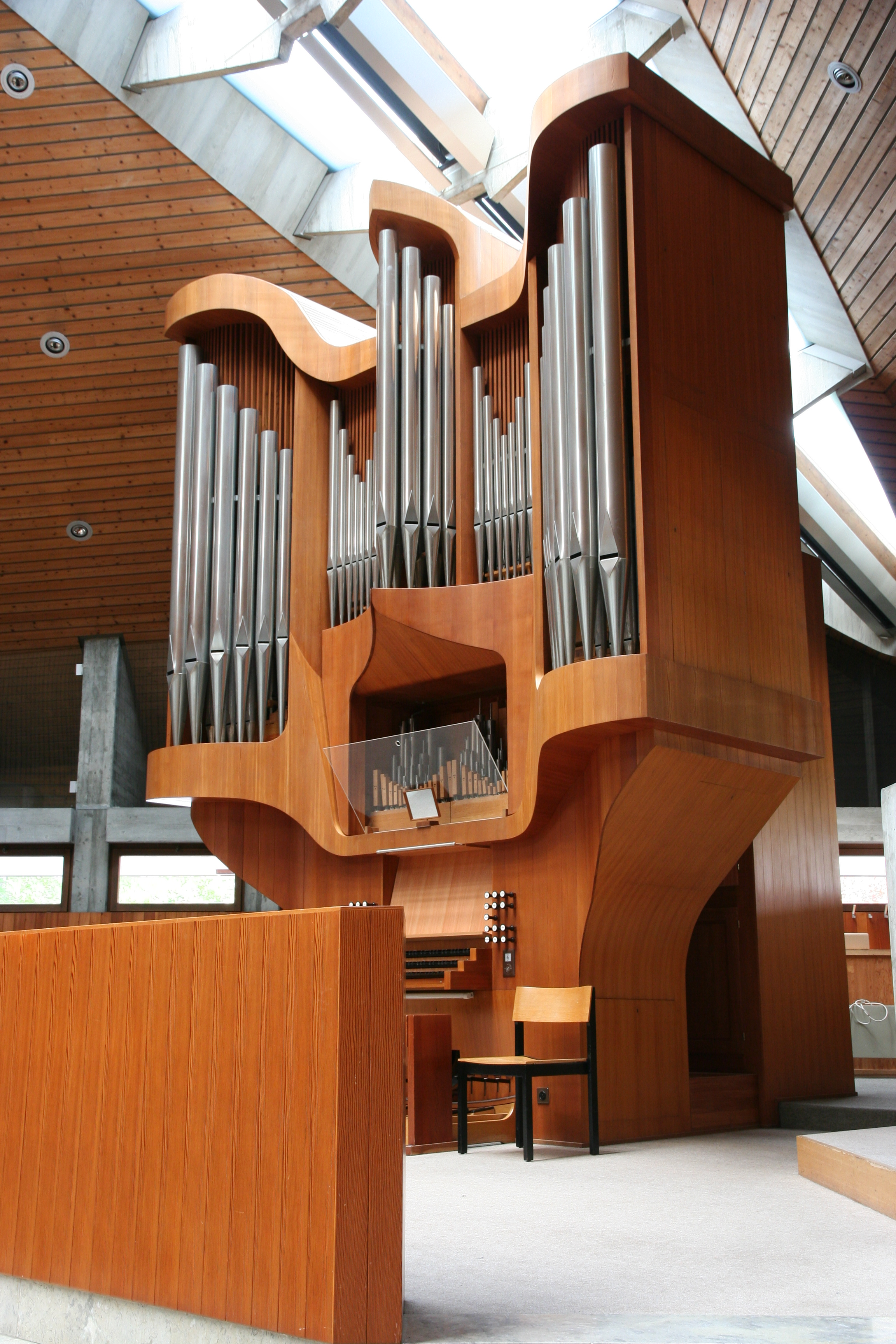
Mathis-Orgel von 1970

#### Mathis-Orgel
Am 25. Oktober 1970 fand die Einweihung der Orgel statt. Dieses von der Firma Mathis in Näfels gebaute mechanische Instrument hat 29 Register, die sich auf drei Manuale sowie Pedal verteilen. Das in der Mitte thronende Hauptwerk wird beidseitig von den Pedaltürmen umrahmt. In der Mitte, unterhalb des Hauptwerks, ist das hervortretende Brustwerk eingebaut. Das Schwellwerk steht hinter dem Hauptgehäuse. Jedes der vier Werke (Schwellwerk, Hauptwerk, Brustwerk und Pedal) hat seinen bestimmten, klanglich in sich geschlossenen Charakter. Die Intonation der Labialstimmen nahm Eugen Hauser vor, diejenige der Zungenstimmen wurde vom damaligen Firmeninhaber Manfred Mathis ausgeführt. Im Jahr 2014 wurde die Orgel revidiert.
Disposition Orgel:
| I Hauptwerk C–g3 |                  |
| Prinzipal        | 8′               |
| Rohrgedackt      | 8′               |
| Oktave           | 4′               |
| Spitzflöte       | 4′               |
| Oktave           | 2′               |
| Sesquialter      | 2 ⁄3′ und 1 3⁄5′ |
| Mixtur           | 1 ⁄3′            |

| II Schwellwerk C–g3 |        |
| Hohlflöte           | 8′     |
| Gambe               | 8′     |
| Prinzipal           | 4′     |
| Traversflöte        | 4′     |
| Nazard              | 2 ⁄3′  |
| Waldflöte           | 2′     |
| Terz                | 1 3⁄5′ |
| Scharf              | 1′     |
| Dulcian             | 8′     |
| Schalmei            | 8′     |
| Tremulant           |        |

| III Brustwerk C–g3 |       |
| Gedackt            | 8′    |
| Rohrflöte          | 4′    |
| Prinzipal          | 2′    |
| Quinte             | 1 ⁄3′ |
| Cymbel             | 2⁄3′  |
| Holzregal          | 8′    |
| Tremulant          |       |

| Pedal C–f1     |       |
| Subbass        | 16′   |
| Praestantflöte | 8′    |
| Oktave         | 4′    |
| Mixtur         | 2 ⁄3′ |
| Fagott         | 16′   |
| Trompete       | 8′    |

- Koppeln: III/II, I/II, I/P, II/P, III/P

#### Klop-Truhenorgel

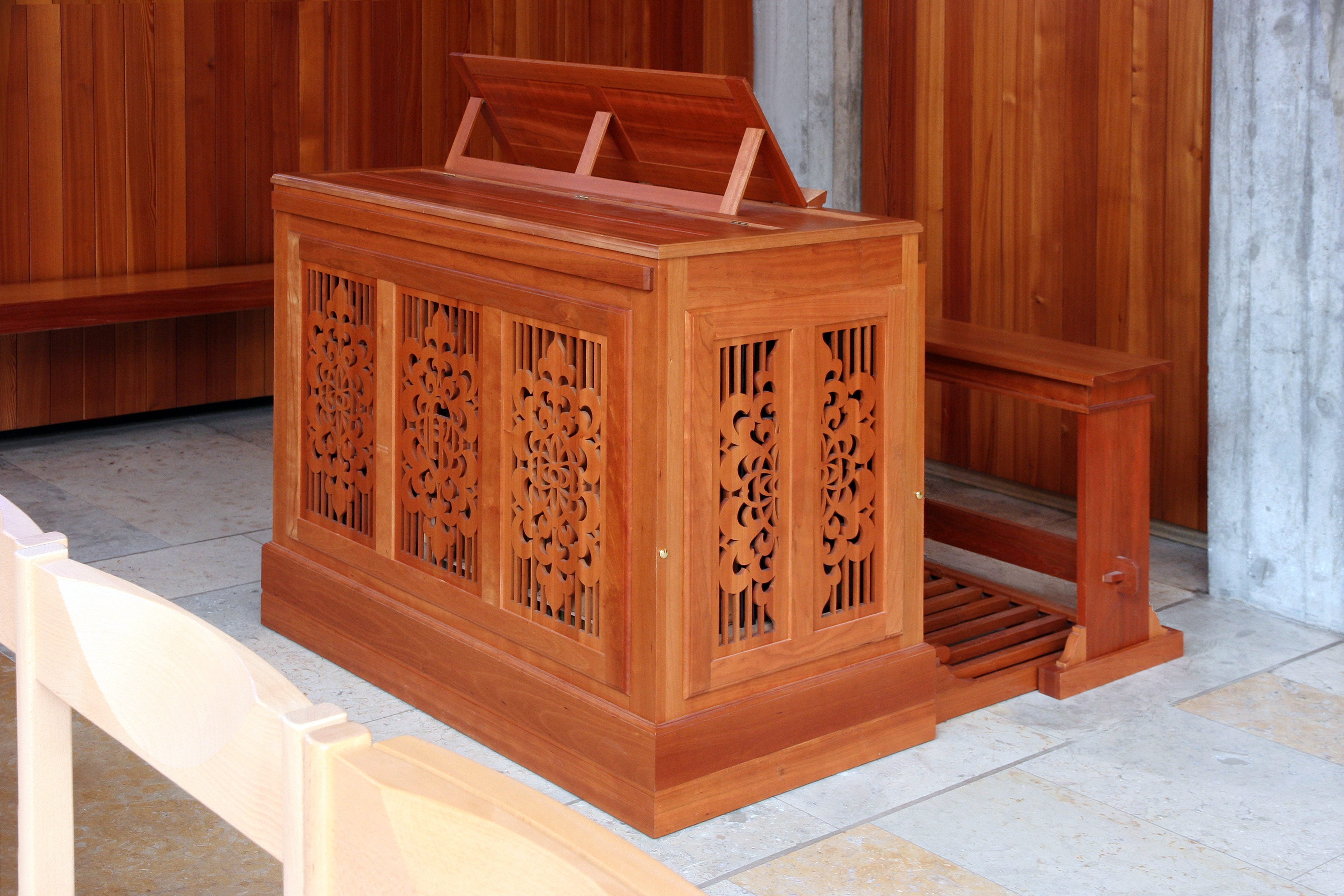
Klop-Truhenorgel von 2007

Die Firma Klop aus Holland hat diese Truhenorgel im Jahr 2007 für die Kirche St. Elisabeth gebaut. Die Orgel verfügt über 5 geteilte Register und ein angehängtes Pedal. Das Instrument wurde vom Orgelbauer Späth in Rapperswil geliefert und wird durch diesen gewartet. Die Truhenorgel wird bei den Werktagsgottesdiensten am Seitenaltar der Kirche, aber auch bei Konzerten zum Continuo-Spiel oder auch am traditionellen «Stockenfest»-Gottesdienst auf dem Gutsbetrieb in Kilchberg verwendet.
Disposition:
| Manual C–f3         |       |
| Gedackt             | 8′    |
| Principal (Diskant) | 4′    |
| Rohrflöte           | 4′    |
| Nasard              | 2 ⁄3′ |
| Oktave              | 2′    |

- geteilte Schleifen bei c1/cis1
- transponierbar 415, 440, 465 Hz